# Ryan Drummond
Ryan Drummond (ur. 10 stycznia 1973 w Limie) – amerykański aktor oraz komik.
Najbardziej znany z roli Smudge'a w Kalifornijskiej produkcji komedii Forever Paid. Fanom gier oraz anime jego głos może być bliżej znany jako głos Sonica w grach z serii Sonic the Hedgehog oraz Knucklesa w grze Sonic Shuffle czy Metal Sonicowi z gry Sonic Heroes.
Po wydaniu gry Sonic Heroes został zastąpiony przez Jasona Griffitha, który ostatecznie objął nie tylko rolę Sonica, ale również rolę Shadowa.

## Gry z jego udziałem
- Sonic Adventure
- Sonic Shuffle
- Sonic Adventure 2
- Sonic Heroes
- Sonic Battle
- Sonic Advance 3